# 新加坡書展
新加坡書展是新加坡歷史最悠久的書展。第一屆於1984年由《联合早报》《联合晚报》和《新明日报》联合舉辦，原名世界書展，2009年易名為新加坡書展，書展由報業控股華文報集團及名創商業資訊私人有限公司聯辦。